# Uleml
Uleml (en rus: Улемль) és un poble de l'óblast de Kaluga, a Rússia, que en el cens del 2010 tenia 13 habitants, pertany al districte de Jizdra.